# Markus Reichel
Markus Alexander Reichel (* 15. Juli 1968 in München) ist ein deutscher Politiker (CDU).  Seit der Bundestagswahl 2021 ist er Mitglied des Deutschen Bundestags.

## Leben
Markus Reichel besuchte von 1978 bis 1987 das Gymnasium des Benediktiner-Klosters Schäftlarn, wo er sein Abitur ablegte. Nach seinem Abitur absolvierte er den Zivildienst in der Pflege. An der Universität Wien studierte er von 1988 bis 1990 Japanologie und Geschichte. Von 1991 bis 1993 absolvierte er ein Studium der Mathematik an der Technischen Universität Dresden. Bis 1994 hat er Mathematik und Physik im Nebenfach studiert und als Diplom-Mathematiker abgeschlossen. Bis 1997 hat er ein Aufbaustudium der Wirtschaftswissenschaften angefügt, welches er als Diplom-Wirtschaftsmathematiker abgeschlossen hat. Ferner hat er im Jahr 1998 an der TU Dresden promoviert. Das Thema der Dissertation lautete: „Markteinführung von erneuerbaren Energien, Lock-Out-Effekte und innovationspolitische Konsequenzen für die elektrische Wind- und Solarenergienutzung“.
1999 gründete Markus Reichel ein Unternehmen, das er bis 2021 als Geschäftsführer leitete.
Markus Reichel ist verheiratet und Vater von fünf Kindern.

## Politik
Markus Reichel trat 1994 der CDU bei. Von 2011 bis 2021 war er Landesvorsitzender der Mittelstands- und Wirtschaftsunion der CDU Sachsen. Seit 2015 leitete er den Landesfachausschuss Wirtschaft & Innovation der Sächsischen Union und ist seit 2021 ihr Ehrenvorsitzender. Seit 2015 leitet er den Landesfachausschuss Wirtschaft & Innovation der Sächsischen Union. Im Jahr 2014 legte er nach mehrmonatigem Diskussionsprozess die Wirtschaftsstrategie Sachsen 2030 vor. Diese Wirtschaftsstrategie ging später in die Erarbeitung des Wirtschaftsprogramms der CDU Sachsen ein, das im Jahr 2016 im Rahmen eines dem Thema Wirtschaft gewidmeten Landesparteitags einstimmig angenommen wurde. Markus Reichel leitete gemeinsam mit dem damaligen Generalsekretär der CDU Sachsen Michael Kretschmer die Programmkommission. Im Jahr 2024 wurde die Wirtschaftsstrategie durch die „Wirtschaftsstrategie Sachsen 2035“ ersetzt. 2019 war er als Co-Leiter der Arbeitsgruppe „Wirtschaft/Verkehr/Infrastruktur“ in den Koalitionsverhandlungen zwischen CDU, SPD, und Grüne sowie 2024 bei den Koalitionsverhandlungen für das Thema „Wirtschaft“ eingebunden.
Von November 2019 bis Juni 2025 war Reichel Kreisvorsitzender der CDU Dresden. Bereits von 2011 bis 2021 war er Landesvorsitzender der Mittelstands- und Wirtschaftsunion der CDU Sachsen und ist seit 2021 ihr Ehrenvorsitzender.
Während seiner Amtszeit als CDU-Kreisvorsitzender überraschten die Dresdner Verbände der CDU und FDP im Februar 2020  mit einer gemeinsamen Demonstration gegen PEGIDA. Markus Reichel kündigte an, dass es nicht bei dem einmaligen Ereignis bleiben sollte. Laut einer internen Mitgliederumfrage war für Reichel klar, dass ein bürgerliches Zeichen gegen PEGIDA eine gute Maßnahme ist. Auch wenn die CDU das Demonstrieren nicht gewohnt ist, hat sich die Partei laut Reichel weiterentwickelt und muss „die Komfortzone verlassen“. 2020 ist für ihn ein Wendejahr gewesen, in dem der Rückhalt für PEGIDA immer mehr verloren ging.
Markus Reichel sprach sich gegen alleinige Initiativen mit der AfD und Die Linke im Dresdner Stadtrat aus.
Im Februar 2021 forderte Reichel eine Änderung der Impfstrategie während der COVID-19-Pandemie. Demnach sollen alle praktizierenden Ärzte, nicht nur Hausärzte, beim Impfen mitwirken können. An seiner eigenen Partei bemängelte Reichel, dass sich die CDU zu sehr in Struktur- und Personaldebatten verloren hat. Für ihn ist es unerklärlich, dass die Grünen bei der Nachhaltigkeitsthematik die CDU in die Defensive gedrängt haben.
Am 26. September 2021 gewann er im Bundestagswahlkreis Dresden I das Direktmandat und zog damit in den 20. Deutschen Bundestag ein. Bei der Bundestagswahl 2025 erhielt er 27,3 % der Erststimmen, unterlag damit dem AfD-Kandidaten Thomas Ladzinski und zog über die CDU-Landesliste wieder in den Bundestag ein.